# Paralabrax semifasciatus
Paralabrax semifasciatus är en fiskart som först beskrevs av Guichenot, 1848.  Paralabrax semifasciatus ingår i släktet Paralabrax och familjen havsabborrfiskar. Inga underarter finns listade i Catalogue of Life.